# Охрименко, Алексей Петрович
Алексей Петрович Охрименко (16 января 1923, Москва — 17 июня 1993,  Москва) — советский «неофициальный» поэт, автор ряда популярных песен, автор-исполнитель («бард»).

## Биография
Отец Алексея Охрименко, Фёдор Охрименко, с 1919 года работал в газете «Правда» в качестве «поэта-переводчика».
Алексей Охрименко после окончания школы был актёром в Театре Красной Армии, во время Великой Отечественной войны в 1942 году ушёл на фронт, был ранен. В 1943 году в госпитале в Шуе сочинил свою первую песню «Донна Лаура». Затем снова воевал, снова был ранен, в 1945 году участвовал в советско-японской войне.
Вернувшись с войны, Охрименко стал журналистом, работал в журнале для заключённых, много лет работал в газете «Воздушный транспорт». 
С 1947 по 1953 год Охрименко совместно со своими друзьями Сергеем Михайловичем Кристи (10.07.1921—19.01.1986) и Владимиром Федоровичем Шрейбергом (1924—1975) сочинил пять песен: «Граф Толстой», «Отелло», «Гамлет», «Батальонный разведчик», «Коварство и любовь». Затем Охрименко продолжал писать песни уже один («Михайло Ломоносов», «Муций Сцевола», «Беранже», «Сосудик», «Реквием»). 
Песни Охрименко «Батальонный разведчик» («Я был батальонный разведчик...»), «Граф Толстой», «Отелло», «Гамлет» в начале и середине 1950-х годов как народные пели инвалиды, ходившие с гармонью или гитарой по подмосковным электричкам, собирая подаяния. Евгений Евтушенко в стихотворении «Мои университеты» писал:

Больше, чем у Толстого,

учился я с детства толково

у слепцов, по вагонам хрипевших

про графа Толстого…

Охрименко не стремился к славе. Лишь в конце жизни, в начале 1990-х годов, он стал выступать на концертах авторской песни. Его тексты были впервые напечатаны лишь в 1992 году, в газете «Литературные новости».